# 제4회 서울국제영화제
제4회 서울국제영화제의 시상식에 관한 내용이다. 2003년에 열렸다.

## 수상 및 후보

### 세네프대상
- 남으로 - 뱅상 플리쉬 수상
- 고양이의 요람 - 알렉산드리 스토클리 수상

### 세네프대상온라인
- 프리덥 1 - 스테판 엘마지앙 수상

### 세네프비젼
- 알루미늄 - 김진곤 수상

### 심사위원특별상
- 물고기는 결코 잠들지 않는다 - 기엘르 드니의 수상
- 몽유병 - 피에르 와이져 수상

### 심사위원특별언급
- 핍쇼 - 비비안느 칸다스 수상